# 京都桂温泉
京都桂温泉（きょうとかつらおんせん）とは、京都市西京区樫原に位置する温泉であり、京都市西部の観光地、嵯峨野・嵐山エリアへのアクセスも容易である。

## 泉質
- 単純温泉の1号源泉

## 温泉街
- 温泉街は、仁左衛門の湯が1軒あるのみで、日帰り入浴が原則で宿泊施設は設置されていない。

## アクセス
- 阪急電鉄（京都本線・嵐山線）桂駅より京都市営バス